# Аль-Асуад
Аль-Асуад ібн аль-Мунзір (помер після 492/493) — малік держави Лахмідів у 472/473 — 492/493 роках, син і спадкоємець маліка аль-Мунзіра I. Був скинутий за наказом сасанідського шаханшаха і, ймовірно, закінчив свої дні в ув'язненні.

## Походження і прихід до влади
Аль-Асуад став правителем держави Лахмідів після свого батька, маліка аль-Мунзіра I, близько 472/473 року. Аль-Асуад був не єдиним сином аль-Мунзіра I — судячи з усього, певний час найбільш імовірним наступником аль-Мунзіра вважавася ан-Нуман, який у 420 році командував лахмідськими військами під час походу на Ктесифон. Цілком можливо, що до моменту вступу аль-Асуада на престол ан-Нумана вже не було в живих. Ат-Табарі, який опирався на відомості Хішама ібн аль-Кальбі, писав: «…потім після нього правив його син аль-Асуад ібн аль-Мунзір, матір'ю якого була дочка ан-Нумана з [роду] Бану-ль-Хайджумана… а він — той, кого тримали під вартою перси, двадцять років…». Проблема полягає в тому, що з тексту ат-Табарі не можливо однозначно зрозуміти, кому саме належить визначення «він — той, кого тримали під вартою перси» — до аль-Асуада або згаданого в тому ж уривку Амру ібн Абі Рабіа. Якщо повідомлення про знаходження під вартою належить до аль-Асуада, то з тексту знову ж таки не цілком зрозуміло, коли саме аль-Асуад знаходився в перській в'язниці — до свого вступу на престол, або після того, як його правління закінчилося.

## Правління
За свідченням ат-Табарі, аль-Біруні, аль-Ісфахані, Ібн Саїда, Ібн Хабіба та Ібн Хальдуна, малік аль-Асуад займав престол держави Лахмідів протягом двадцяти років. Ат-Табарі, ґрунтуючись на даних Хішама ібн аль-Кальбі, стверджував, що аль-Асуад правив двадцять років, з яких за шаханшахі Пероза — десять років, за Валаша — чотири роки, за Кавада I — шість років. Виходячи зі свідчень ат-Табарі і аль-Кальбі, правління аль-Асуада почалося за десять років до смерті шаханшаха Пероза, тобто в 492 або 493 році, і закінчилося через шість років після першого вступу на престол шаханшаха Кавада, тобто близько 493 року.
Дещо інакше про правління аль-Асуада оповідає середньовічний автор Абу-ль-Бака аль-Хіллі: «Говорили, що він правив двадцять років. Його правління було в часи Пероза, сина Єздигерда, і Валаша, сина Пероза. Однак потім останній покарав його і заточив до в'язниці, так що той залишався у в'язниці сасанідських правителів двадцять років». З цього повідомлення однозначно видно, що в темницю перси заточили саме аль-Асуада і саме після його двадцятирічного правління. Сумнів викликає лише двадцятирічний термін ув'язнення аль-Асуада. Судячи з усього, аль-Хіллі по-своєму тлумачив вищенаведений уривок з тексту ат-Табарі, з якого не цілком ясно, до чого відноситься двадцятирічний період — до часу правління або періоду ув'язнення. Так, ймовірно, у аль-Хіллі виникло два двадцятирічних строків, що відносяться і до правління аль-Асуада, і до його подальшого ув'язнення у сасанідської темниці. Потрібно зауважити, що Хішам ібн аль-Кальбі, на свідченнях якого ґрунтувався ат-Табарі, згадував саме про двадцятирічний термін правління аль-Асуада і ні про який більше. Звертає на себе увагу і ще одна невідповідність: згідно аль-Хіллі, аль-Асуада заточив до в'язниці шаханшах Валаш, що протиречить наведеному уривку з тексту ат-Табарі.
Не збереглося ніяких відомостей щодо того, чим аль-Асуад викликав гнів шаханшаха і що в цей момент відбувалося в аль-Хірі. Якщо вірити аль-Хіллі, правління аль-Асуада було перервано шаханшахом, за наказом якого лахмідський малік був кинутий до темниці. Історичний контекст швидше підтверджує послідовність подій в інтерпретації аль-Хіллі. Мусульманські історики сходяться на думці, що наступником аль-Асуада шаханшах призначив не його сина ан-Нумана, а брата аль-Мунзіра II, що було обумовлено, ймовірно, опалою аль-Асуада і недовірою шаханшаха по відношенню до його сина і законного спадкоємця.